# William Raborn

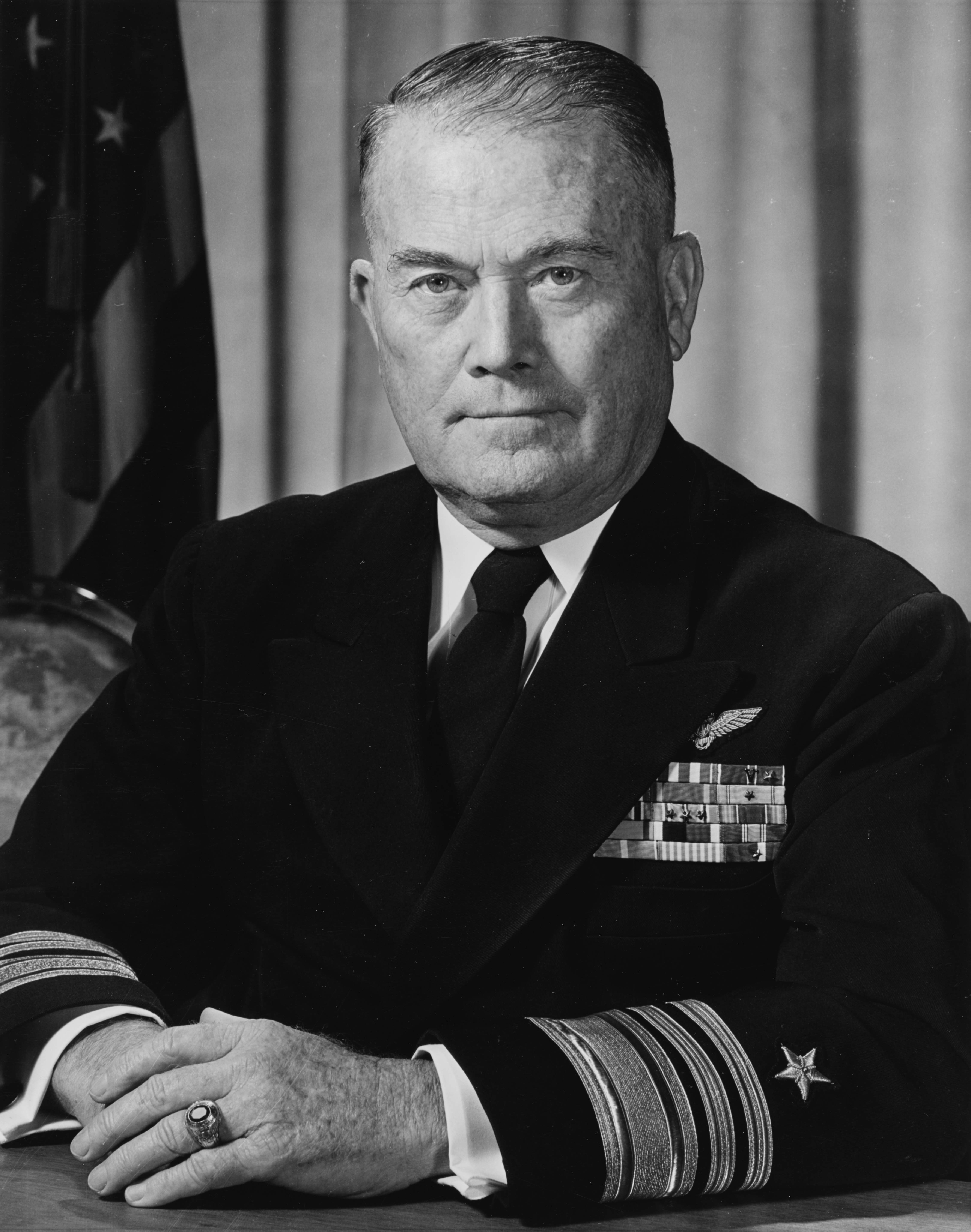
Vizeadmiral William Raborn (1960)

William Francis Raborn, Jr. (* 8. Juni 1905 in Decatur, Texas; † 6. März 1990 in Washington, D.C.) war ein US-amerikanischer Vizeadmiral und Direktor der Central Intelligence Agency.

## Biografie
Raborn war Marineflieger und diente während des Zweiten Weltkrieges als Offizier an Bord von mehreren Flugzeugträgern. Nach dem Zweiten Weltkrieg war er Kommandant des Flugzeugträgers USS Bennington (CV-20). 1955 wurde er durch den Chief of Naval Operations Admiral Arleigh Burke zum Beauftragten der United States Navy für Rakententwicklung (Special Projects Office) ernannt und war damit verantwortlich für die Einführung der Mittelstreckenrakete UGM-27 Polaris. Dabei handelte es sich um die erste Rakete, die von einem U-Boot mit ballistischen Raketen (SSBN) abgefeuert werden konnte. Für seine Verdienste wurde er 1960 mit der Collier Trophy ausgezeichnet, die einmal jährlich an denjenigen vergeben wird, der die größten Fortschritte im Bereich der Luft- und Raumfahrt im jeweils vorangegangenen Jahr in den USA erreicht hat. Anschließend wurde er 1962 Deputy Chief of Naval Operations für Entwicklung und wurde in dieser Dienststellung 1965 im Rang eines Vizeadmirals in den Ruhestand verabschiedet.
Am 28. April 1965 wurde er als Nachfolger von John McCone von US-Präsident Lyndon B. Johnson zum Direktor der Central Intelligence Agency (CIA) ernannt und war als solcher zugleich Director of Central Intelligence. Nachfolger wurde bereits am 30. Juni 1966 Richard Helms.